# Omar Koné
Pour les articles homonymes, voir Koné.
Omar Koné est un conférencier et  un imam soufi (né au Mali) du  Centre soufi Naqshbandi de Montréal aussi appelé mosquée al-Iman.

## Conférences
Ses conférences sur les accommodements raisonnables permettent aux institutions de lutter contre toute forme d'extrémisme et d'intolérance. Il a été invité par de nombreuses universités (McGill, Concordia, UQAM et Université de Montréal) pour partager sa connaissance de l’islam. Il est également conférencier lors de séances de conseil, d’information et de sensibilisation en interculturel auprès des institutions (Ville de Montréal, gouvernement provincial du Québec) et des services sociaux de Montréal (CLSC et milieu communautaire). L'imam Koné a également été souvent sollicité par les médias pour connaître la position de l’islam libéral sur des sujets faisant l’actualité (Radio Canada, Le Journal de Montréal, Télé-Québec, Caravane du Maghreb, TVA, CBC, La Presse).

## Le Centre soufi de Montréal
Toutes les activités du centre soufi consiste à transmettre les enseignements du soufisme sur la fraternité de l'humanité et l'unité de la croyance en Dieu présente dans toutes les religions et voies spirituelles. Les efforts déployés visent à créer une harmonie dans la grande diversité des religions et des voies spirituelles afin de mettre l'accent sur la responsabilité de l'humanité envers cette fragile planète et envers son prochain. Afin d'enseigner ces principes universels d'amour, de respect et de partage, quatre principes restent fondamentaux : la recherche de la satisfaction divine, l'amour et la paix intérieure, l'harmonie avec toute la création, être paré des magnifiques attributs des prophètes et des saints.

## Citations
- « J'ai rencontré des intervenants scolaires au grand cœur, mais qui ont fait face à des demandes si absurdes qu'après quelques cas, ils perdaient leur bonne volonté »[1]

- « Ces caricatures sont de mauvais goût. C'est insultant et c'est la preuve d'un manque de jugement et de connaissance de l'islam »[2]

- « L'islam a des règles et quand vous êtes dépourvu, vous pouvez utiliser les mêmes armes que celles de vos ennemis. La riposte devrait donc se faire par les mots, surtout dans un État de droit comme ici, où, dans le contexte, les lettres dans les journaux sont plus efficaces qu'une manifestation. »[2]

- « Il y a un point qu'il est important de souligner, que j'ai l'impression qui n'est pas compris un petit peu dans cette société d'accueil où la religion est un fait de la sphère privée. Il y a, dans les traditions orientales, une notion complètement différente où la religion n'est pas une chose de la sphère privée, est un mode de vie qui se vit 24 heures sur 24 et est une façon de participer à la société selon les principes mêmes de la religion. Donc, demander à des gens qui ont ça dans leur culture, dans leur façon de faire, de faire table rase et de revenir en disant : Nous ici, on a une vision autre, absolument. Une vision, mais laissez les gens le choisir. Personne n'a forcé la Révolution tranquille, ce sont les Québécois eux-mêmes qui se sont levés et qui l'ont faite. Et donc, laissez les gens faire le choix qu'ils veulent. »[3]

- « C'est un pays où il y a beaucoup de règles qui sont plus tribales que religieuses, ajoute-t-il. À ce que je sache, rien dans l'islam n'interdit à une femme de conduire une voiture. » (à propos de l'Arabie saoudite)[4]

- « Le mari est en droit de dire : Je n'ai pas eu ce que je voulais et pour cette raison je ne veux pas m'engager. On annule bien des mariages pour d'autres raisons, pourquoi pas la virginité ?»[5]

## Sources
1. ↑  Katia Gagnon : Du hidjab au kirpan : 10 ans d'accommodements|Actualités|Cyberpresse
2. 1 2  Dissension chez les musulmans
3. ↑  http://pages.usherbrooke.ca/sodrus/pdf/pdf_dossiers/ar35.pdf
4. ↑  Canoe – Infos – Société: Rien d'étonnant
5. ↑  Isabelle Maher, Un crime de mœurs, Le Journal de Montréal, 3 juin 2008